# 元興 (漢)
元興（げんこう）は、後漢の和帝劉肇の治世に行われた2番目の元号。105年。

## 出来事
- 元年4月：永元17年を元興元年と改元。
- 元年12月：和帝崩御。生後100余日の殤帝劉隆が即位。太后の鄧綏が後見する。この年、蔡倫が紙を和帝に献上する（『後漢書巻78』[1]）。

## 西暦・干支との対照表
| 元興 | 元年  |
| 西暦 | 105年 |
| 干支 | 乙巳  |